# Светлана Макарович
Светлана Макарович (Марибор, 1. јануар 1939) јесте словеначка позоришна глумица, преводилац, илустраторка, певачица, писац и песник. Названа је Првом дамом словеначке поезије. Такође, борац је за права жена и бори се за то, да се у словеначкој култури више истражује и промовише о женама, за које сматра да нису довољно заступљене. Ауторка је књижевности за одрасле али и за децу. Њени радови познати су широм Словеније и имају посебно место у историји словеначке литературе за младе. Освојила је Левсткову награду за животно достигнуће, 2011. године.

## Биографија
Макаровичева је рођена 1. јануара 1393. године у Марибору. Након завршетка основне школе у родном граду одлази у Љубљану, где завршава средњу школу за предшколске наставнике. Почетком шездесетих година учила је психологију, педагогију, етноологију и стране језике. Свирала је клавир по кафићима у Љубљани, а након тога постала наставница за децу са посебним потребама. Године 1968. завршила је Академију за позориште, радио, филм и телевизију Универзитета у Љубљани и након тога почела да глуми у Љубљанском градском позоришту и Словеначком националном позоришту. Од 1974. године постала је независни писац.

## Радови

### Књижевност
Макаровичева је 1957. године почела да своје радове објављује у часописима и новинама. Њена прва песма У црном притиску објављена је за ча словеначки омладински часопис Младе стазе. Своје песме објављивала је и у часописима Наша савременост (1953–1963), Трибина (1951), Проблеми (1962-1963), Перспектива (1960–1964), Савременост (1963) и за часопис Дијалог.
Њена прва колекција песама названа Сумрак, изашла је 1964. године. Овај, као и сви остали радови у другој половини педесетих и почетком шездесетих година прате доминантни пут словеначке лиркес поезије из интимизма до модернизма. У колекцији песама Летња ноћ из 1968. године изразила је своју личну поетику засновану на традиционалним поетским формама. Њене народне поезије песме представљају нову експресију егзистенцијалне кризе модерног човека. На почетку седамдесетих година, писала је поезију у доста оштријем облику, са доминантним детаљима трагедије и баладе. Такву врсту поезије представила је у својој колекцији песама Једеш, бићеш поједен из 1998. године. Своју нову колекцију песама са доста креативности назвала је Исцелитељ и објавила је 1973. године. Антологију песама Екстракција издала је 1997. године. Њена антологија песама Усамљеност објављена је 2002. године. У фебруару 2012. године објавила је балада-бајку названу Снегурочка. Била је инспирисана ликом из руске бајке Снегурочка. Макароовичева је одмалена имала велику страст према руској традицији и култури.Након 1970. године, Макаровичева је почела да пише прозу за децу. У својим прозним радовима развила је свој индивидуални стил, познат по оригиналном именовању ликова.
Наредних година објављивала је модерне приче са животињама као што су Pekarna Mišmaš (1974) и (Sapramiška) (1976), објављује колекције Take živalske (1973), Мачија пера (1992) и Веверица посебне сорте (1994). У њеним прозама протагонисти су животиње, које живе у посебном свету и имају сличне карактеристике као и људи, окрутност, себичност и завидност и описује животиње које пролазе кроз тренутке очаја, беса, туге и усамљености. Приче попут Патуљак Кузма освојио награду (1974) и Вештица Зофка (1989) сматрају се причама где су главни карактери засновани на митовима. Њене приче истичу, у њеној суштини, неразумевање и неприхватање разлика. Једне од њених најпопуларнијих су приче Kam pa kam kosovirja? (1975) и Mi, kosovirji (2009) које говоре о слободним бићима која се противе правилима и захтевима власти. Неки од њених радова су снимљени и то : Pekarna Mišmaš (1976), Sapramiška (1986), Čuk na palici (1998), Mali kakadu (1898), Sovica oka (1992) и многе друге.
Њени радови су препоручени за курикулум за словеначки језик у школама и то : Jaz sem jež, Čuk na palici, Pismo , Sovica Oka, Papagaj in sir, Zajček gre na luno , Razvajeni vrabček, Pod medvedovim dežnikom, Jazbec in ovčka, Prašičkov koncert, Pekarna Mišmaš, Coprnica Zofka, Kosovirja na leteči žlici, Miška spi, Volk in sedem kozličkov, Kam pa kam и kosovirja и Jutro.

### Музика
Мараковичева је објавила књигу шансона Krizantema na klavirju 1990. године. Основи њених шансона су врло слични онима у њеним песмама - текстови се односе на области савремене породице, васпитања, друштвених навика, моралне норме и друштвене конвенције. Разлика је у томе што у својим шансонима има више хумора.
Снимила је неколико албума интерпретација својих шансона и то : Nočni šanson (1984), Dajdamski portreti (1985), Pelin žena (1985) и Namesto rož (1999).
Писала је и за друге, за албум Место Младих од групе Беле вране, албум Најјачи остају извођачице Неце Фанк и за многе друге. Одрадила је уводу музичку нумеру за словеначки филм Срећа на ланцу.

### Сарадња са луткарским позориштем Љубљана
Њен рад Sovica Oka представљен је 1972. године на бини Љубљанског лутарског позорипта. Њен рад Sapramiška изведен је неколико пута у овом позоришту. Први наступ након успостављања сарадње са позориштем изведен је 17. октобра 1986. године. Са Љубљанским луткарским позориштем Макаровичева је сарађивала много пута, радила је музику, адаптирала текстове, радила дизајн и многе друге ствари. На сцени лутарског позоришта била је 31. пут, а са њим изводила представе у Италији, Аустрији, Мексико, Аустралији и Хрватској.

### Сценски радови
- Sovica Oka, 1972 (аутор и адаптација)
- Hiša tete Barbare, 1975 (аутор)
- Pekarna Mišmaš, 1977 (аутор и адаптација текста)
- Igra o letu, 1983 (аутор)
- Mačja prodajalna, 1984 (аутор, музика и улога)
- Mrtvec pride po ljubico, 1986 (аутор)
- Sapramiška, 1986 (аутор дела, израда музике и више улога)
- Mi, kosovirji, 1988 (author и адаптација текста)
- Korenčkov Palček, 1989 (аутор, музика, дизајн и више улога)
- Gal med lutkami, 1992 (аутор, музика и луткарски дизајн)
- Medena pravljica, 1994]] (продуцент и аутор дела)
- Jólakötturinn, 1997 (продуцент, преводилац, адаптација текста, песме и улога)
- Kokoška Emilija, 1997 (продуцент, аутор и улога у представи и израда музике)
- Tacamuca, 1998 (аутор наступа и музике)

## Критика друштву
Мараковичева је напустила Словеначко друштво писаца јер се није сложила са правилима за доделу чланства у друштву. Веровала је да главни критеријум треба да буде квалитет, а не квантитет. Противила се званичним издавачима, тврдећи да они само користе остале ауторе. Поред тога, она је тежи и социјалним правима слободних уметника. Подржала је и учествовала у оснивању часописа који је посвећен књижевношћу а пласиран је 1980. године. Сматрала је да су тадашња политичка и идеолошка питања уништавала уметности. Забрањивала је објављивање својих дела у неким часописима и књигама, који су засновани на црној поезији, сматрајући да ће због тога млади мрзети књижевности. Изузетно се противила тврдњама да је уметност за све људе. У својим колумнама, често је изражавала критике о њеном друштвеном окружењу.
Године 2000. одбила је пријем Прешернове награде.
У својим критикама често је називала Словенце примитивним, лицемерним и људима хладног срца. У њеној песми Pesmi o Sloveniji za tuje in domače goste објављеној 1984. године, изнела је јасно своју критику према друштву Словеније.

## Став према католичкој цркви
У јануару 2012. године Макаровичева је изазвала је контроверзу са својом изјавом: "По мом мишљењу Католичка црква у Словенији је нешто што мора да се мрзи, осјећам то као своју грађанску дужност". Конзул католичке цркве окарактерисао је ову изјаву као примитивну и неприхватљиву. Полиција Словеније је добила неколико иницијатива за интервенцију због Макаровичеве изјаве. Иако полиција није преузела ништа, наглашено је да осуђује све обллике мржње и нетолеранције упућене према појединцима и групама људи.

### Поезија за одрасле
- Somrak, Cankarjeva založba, 1964  735031
- Kresna noč, DZS, 1968  2035976
- Volčje jagode, Obzorja, 1972  7036673
- Srčevec, Cankarjeva založba 1973  7931905
- Pelin žena, Омладинска књига, 1974  8474625
- Vojskin čas (песнички лист), Založništvo Tržaškega tiska, 1974  7115009
- Izštevanja, Cankarjeva založba, 1977  10117377
- Pesmi (беседа о југословенским писцима), 1979  11433729
- Sosed gora, Obzorja, 1980  18300160
- Pesmi o Sloveniji za tuje in domače goste, Луткарско позориште 1984  1122590
- Svetlana Makarovič, France Mihelič – Pesmi Svetlane Makarovič in Risbe Franceta Miheliča, Cankarjeva založba, 1987  92471
- Krizantema na klavirju. Шансонска беседа, 1990  21714688
- Tisti čas, 1993  34033152
- Bo žrl, bo žrt, Омладинска књига 1998  75903232
- Samost, 2002  115857664

### Проза за одрасле
- Prekleti kadilci, Центар за словеначку књижевност, 2001  110859008
- S krempljem podčrtano, Центар за словеначку књижевност, 2005  7772980
- Saga o Hallgerd, Arsem, 2010  252384512